# Падение Софии
«Падение Софии. Русский роман» — фантастический роман Елены Хаецкой, опубликованный в 2010 году.
Книга написана на стыке умелой стилизации под русскую классику (в этом критики сравнивают «Падение Софии» Хаецкой с повестью Сорокина «Метель») и космической оперы с детективным сюжетом. Роман примыкает к авторскому циклу «Звёздные гусары: из записок корнета Ливанова».

## Сюжет
Действие романа происходит в «воображаемом будущем» сочетающем звездолёты с чертами дворянской России XIX века, в котором разгорячённая на балу красавица может, напившись холодного квасу, сгореть от воспаления лёгких. Студент-сирота Трофим Городинцев внезапно оказывается наследником имения своего дяди (о существовании которого он даже не подозревал) и едет туда, чтобы вступить в наследство. Ещё по дороге его «электроизвозчик» со спутниковым навигатором оказывается остановленным местным благородным разбойником, который, впрочем, не смог окончить ограбление, поскольку его банду спугнула будущая соседка Трофима — Софья Думенская, прогуливающаяся по дороге со своим странным спутником. Вступив в наследство, Городинцев оказывается в центре событий, в которых в один узел оказался переплетён давишний разбойник, краснокожие инопланетяне, туземцы с далёкой планеты, которую исследует экспедиция Санкт-Петербургского университета и загадочные убийства. Ближе к концу мы узнаём, что главный противник героя (и искуситель героини) — странное существо, пришелец из иной реальности, напоминающее вампира или демона.

## Издание и резонанс
Лаборатория Фантастики
Роман был опубликован тиражом в 1000 экземпляров малым издательством «Шико» в Луганске. Он вошёл в составленный журналом «Локус» список лучшей зарубежной фантастики 2010 года. Он номинировался в 2011 году на «Бронзовую улитку», премию Интерпресскона, премию конвента «Звёздный мост» и Дней фантастики в Киеве. На Бастконе роман был отмечен «Карамзинским крестом», вручаемым за позитивное отображение истории России. Критик Василий Владимирский назвал его одной из десяти лучших книг в современной русской фантастике.